# The Essential Heart

The Essential Heart est la troisième compilation de Heart. C'est la compilation qui contient tous les succès de leur longue carrière.

## Liste des pistes

### Disque 1
1. "Crazy on You"
2. "Magic Man"
3. "Dreamboat Annie"
4. "Barracuda"
5. "Little Queen"
6. "Kick It Out"
7. "Love Alive"
8. "Heartless"
9. "Straight On"
10. "Dog and Butterfly"
11. "Silver Wheels"
12. "Even it Up"
13. "Rock & Roll (Live)"
14. "Tell It Like It Is"
15. "Unchained Melody (Live)"
16. "This Man Is Mine"
17. "How Can I Refuse"
18. "Allies"

### Disque 2
1. "What About Love"
2. "Never"
3. "These Dreams"
4. "Nothin' at All"
5. "If Looks Could Kill"
6. "Alone"
7. "Who Will You Run To"
8. "There's The Girl"
9. "I Want You So Bad"
10. "All I Wanna Do Is Make Love To You"
11. "Wild Child"
12. "I Didn't Want to Need You"
13. "Strended"
14. "Secret"
15. "You're The Voice (Live)"
16. "Will You Be There (In The Morning)"
17. "Back on Black II"
18. "Ring Them Bells"
19. "The Road Home (Edit)"